# Orheiul Vechi

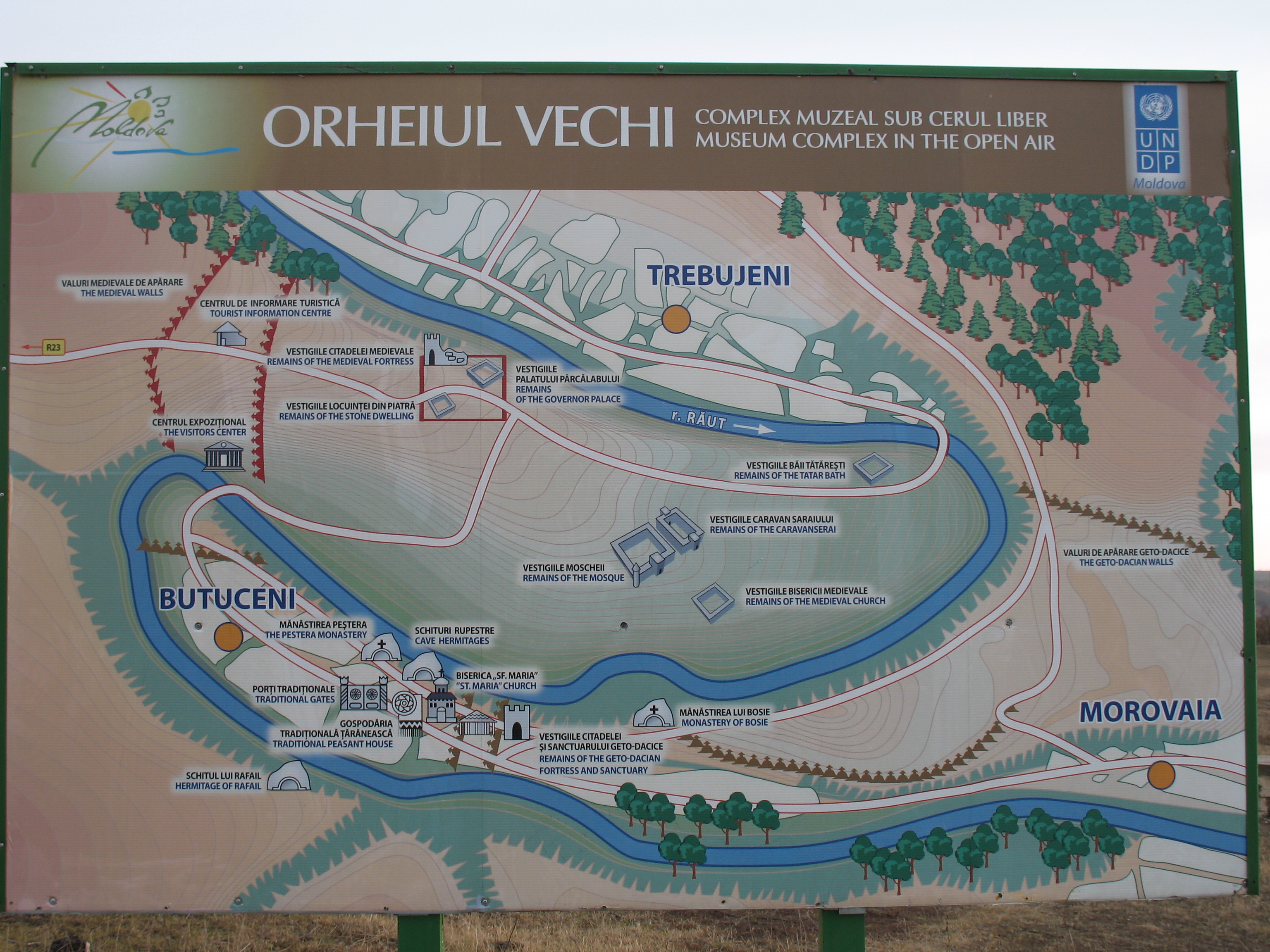
Esquema d'atraccions turístiques a Orheiul Vechi

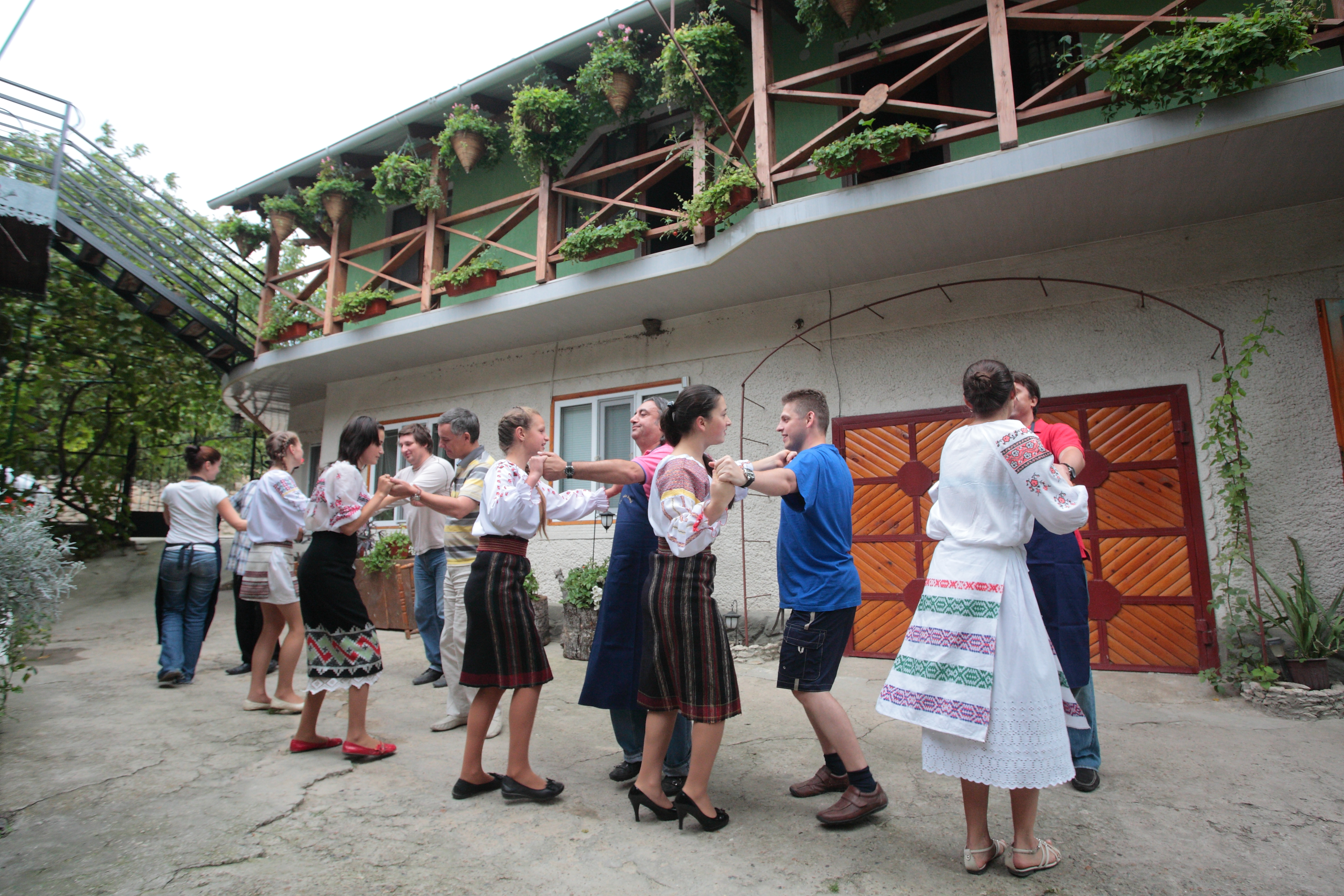
Balls en una pensió turística del complex

Orheiul Vechi (en català: vell Orhei) és un complex museístic que es troba a la vall de Răut, un afluent dret del Dnièster, al territori de la comuna de Trebujeni al districte d'Orhei de la República de Moldàvia.
La reserva natural i cultural d'Orheiul Vechi té un estatus especial. És el lloc cultural més important de la República de Moldàvia, estar en el procés de nominació per ser inscrit en la llista de patrimoni mundial de la UNESCO. El complex comprèn diverses desenes d'hectàrees de la ciutat medieval d'Orhei (sec. XIII – XVI), més tard anomenada Orheiul Vechi (després d'abandonar l'assentament donat i fundar una altra ciutat nova amb el mateix nom: l'actual Orheiul). El conjunt inclou dos grans promontoris (Peştere i Butuceni), units per tres petits promontoris adjacents (Potarca, Selitra i Scoc), en el territori dels quals es troben les ruïnes de fortificacions, cases, termes, llocs de culte (inclosos monestirs i coves) ambdós del període tàtar-mongol (s. XIII – XIV) així com moldaves (sec. XV – XVI).
El conjunt d'Orheiul Vechi és un sistema format per elements culturals i naturals: paisatge natural arcaic, biodiversitat, entorn arqueològic excepcional, varietat històricoarquitectònica, hàbitat rural tradicional i originalitat etnogràfica.

## Geografia

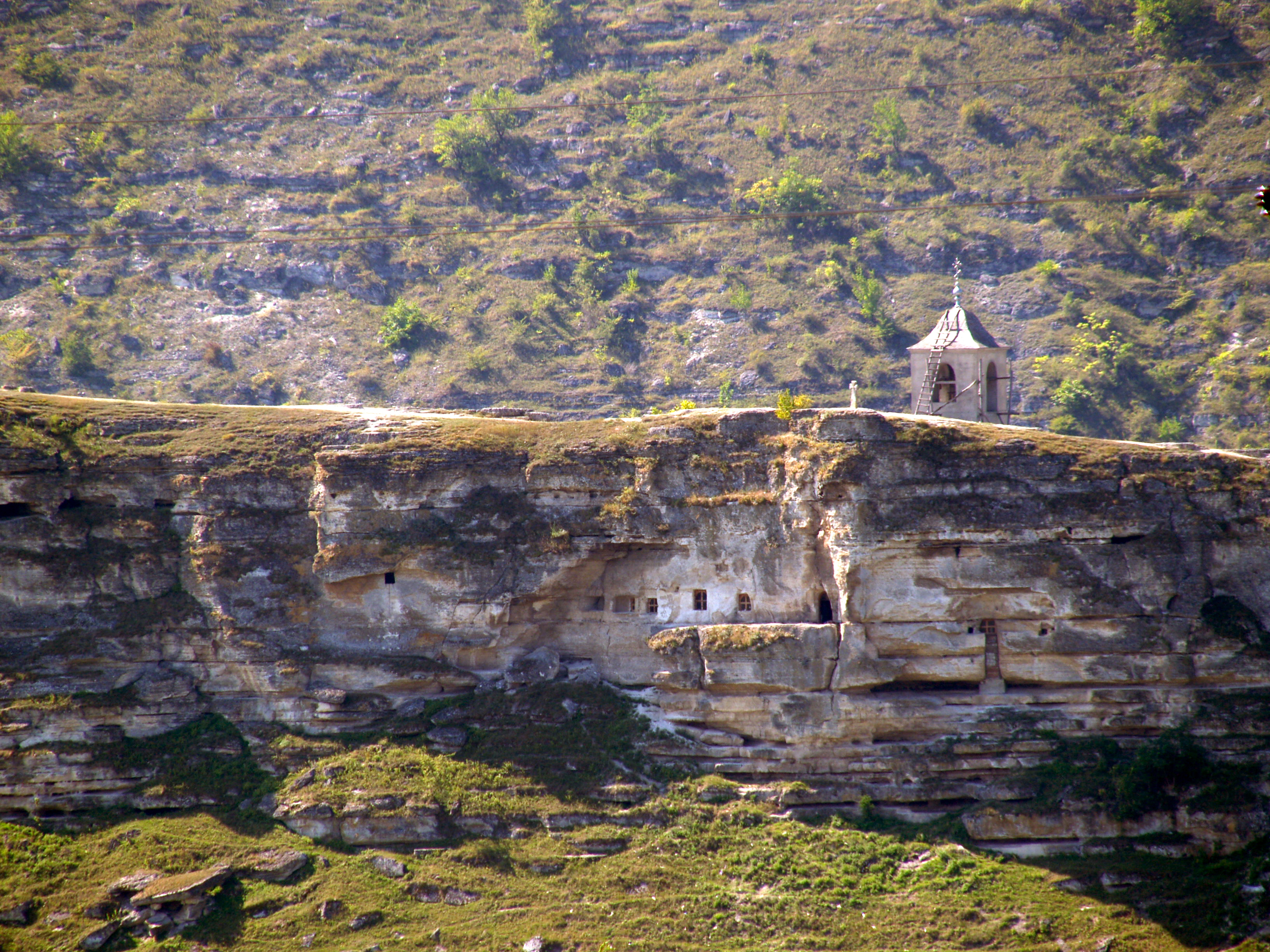
Vessants rocosos dins la zona

La reserva cultural-natural Orheiul Vechi presenta un relleu complex, que combina estructures geològiques sàrmates d'uns 13 milions d'anys amb un marcat caràcter de cova i paisatges d'argila quaternari d'uns 1,8 milions - 10 mil anys coberts per chernozems formats en els darrers 8 mil anys.
L'element geomorfològic essencial del complex és la vall del riu Răut, composta per la llera menor, la llera major, terrasses i vessants. Valea Răutului té forma de congost i congostos, sent relativament estret, amb una amplada que no supera els 1–2 km. El riu Răut té ribes còncaves o convexes, sovint gairebé escarpades, de vegades amb un pendent de fins a 90°. El relleu contemporani de la reserva es va formar i evolucionar com a conseqüència de diversos processos de morfogènesi. D'aquests, un paper especial correspon als processos fluvials, l'erosió torrencial, els processos gravitatoris i els processos càrstics. Els processos fluvials van determinar l'aspecte de les valls i els seus elements components. La vall del riu Răut està seccionada principalment per les calcàries del Sàrmata mitjà. La profunditat màxima de la Vall del Quaternari arriba als 120–130 m.

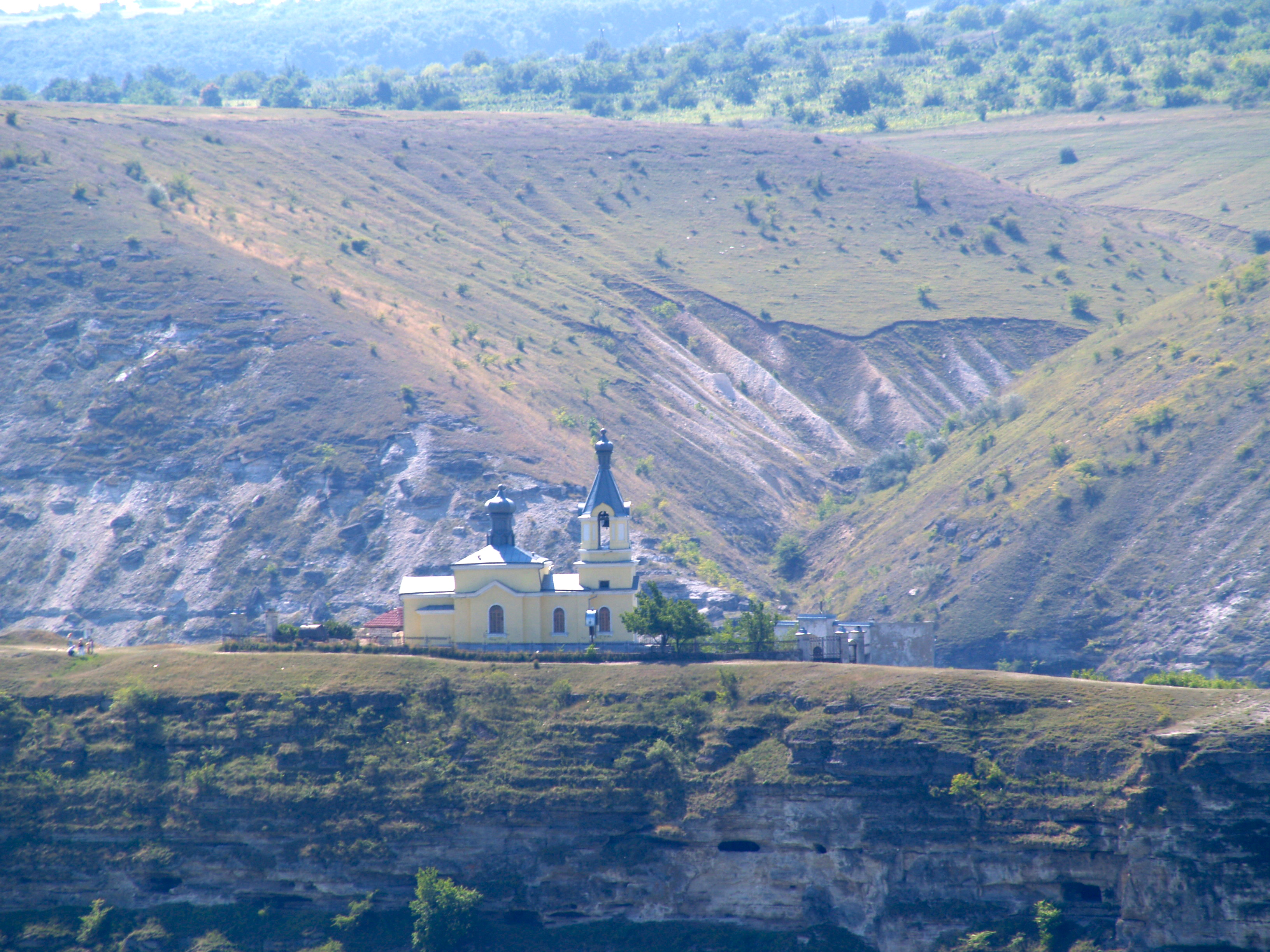
Una església al cim de turons rocosos

El caràcter pintoresc de la vall s'accentua per tres meandres (Mihăilașa, Peştera, Butuceni) d'una bellesa rara i una originalitat especial. L'alçada dels pendents pronunciats assoleix de mitjana l'altitud d'uns 100–130 m, les elevacions màximes són de 170–180 m, sobre el nivell del mar. Entre les formes de relleu, a més de les valls fluvials i les gorges en forma de gorges, hi ha un complex càrstic representat per formes exocàrstiques com dolines i ovals i diverses formacions càrstiques còniques, formes úniques per al territori de la República de Moldàvia
Des del punt de vista de les condicions meteorològiques, la zona representa una zona de baix risc per als fenòmens climàtics. Es troba a la isoterma + 21 °C de juliol i entre les isotermes −4 °C, −3 °C de gener. El valor de temperatura màxima de + 41,5 °C es va registrar el 21 de juliol de 2007, i el valor màxim d'hivern de -38,5 °C es va registrar el 25 de gener de 1942. La precipitació mitjana anual és de 500 mm. La durada de la llum solar és de 2000 a 2050 hores anuals (22,8-23,4%). La durada del vent predominant a la regió és del nord-est, i la calma atmosfèrica és del 42%. En general, la reserva cultural-natural d'Orheiul Vechi es beneficia d'un clima moderat, sent excepcions els fenòmens de risc meteorològic.

## Història cronològica

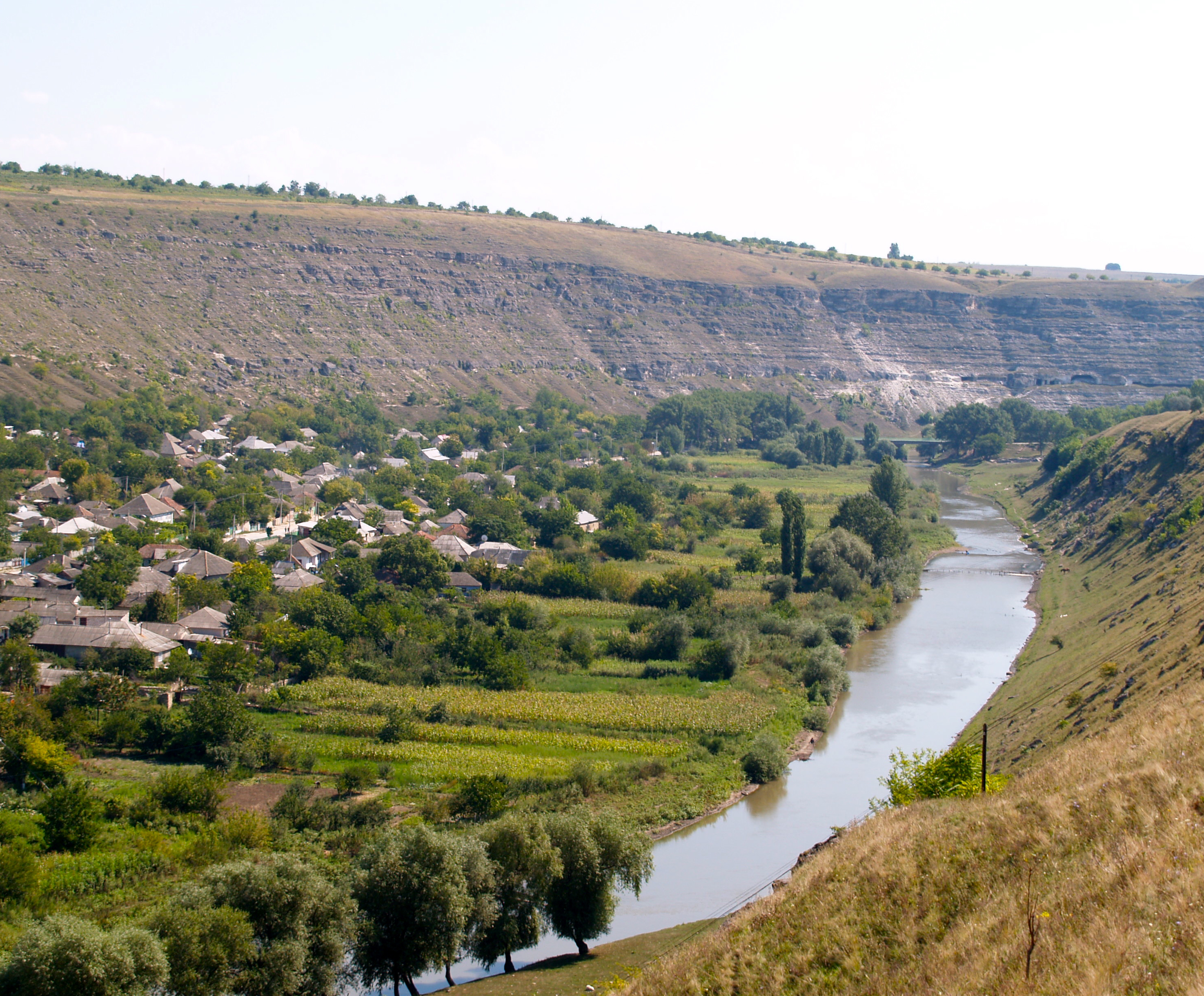
El poble de Trebujeni al llarg del Răut

L'assentament medieval d'Orheiul Vechi va experimentar diversos períodes de desenvolupament.

### El període fins a la invasió tàrtar-mongol (sec. XII - principis de segle XIV)
L'inici del desenvolupament de l'assentament medieval. Se suposa que la ciutadella de fusta i terra es va construir durant aquest període.

### El període de l'Horda d'Or (inicis del segle. XIV - finals de segle XIV)
La ciutat és conquerida per l'Horda d'Or, que canvia el seu nom pel de Ciutat Nova (en àrab Shehr al Jedid, en Turanian Yanghi Shehr). D'aquesta època data la fortalesa de pedra. Segons algunes fonts, en el període 1363–65, Orheiul Vechi va ser la residència del líder de l'Horda d'Or, Abdallah han.

### El període de la localitat inclòs a l'estat moldau (finals del segle. XIV - mitjans segle. XVI)
A l'últim quart del segle xiv, els tàrtars de l'Horda d'Or van ser expulsats de l'Antic Orhei pels moldaus. Comença el procés de transformació de la ciutat de l'est en una ciutat moldava. Durant l'època d'Esteve el Gran, la fortalesa de pedra va ser reparada, dotada d'artilleria de foc i transformada en residència dels genets d'Orhei.

### El període de decadència (mitjans s. XVI - principis de segle XVII)
A mitjans del segle xvi, els habitants de la ciutat van abandonar Orheiul Vechi i es van traslladar 15 km al nord-oest, fundant Orheiul a l'actual lloc de la ciutat. La fortalesa de pedra és destruïda, probablement per ordre d'Alexandru Lăpușneanu, que a petició dels turcs va abolir diverses fortaleses. Cap al 1600, el governant Ieremia Movilă intenta reconstruir la fortalesa, però sense èxit.

## Galeria d'imatges

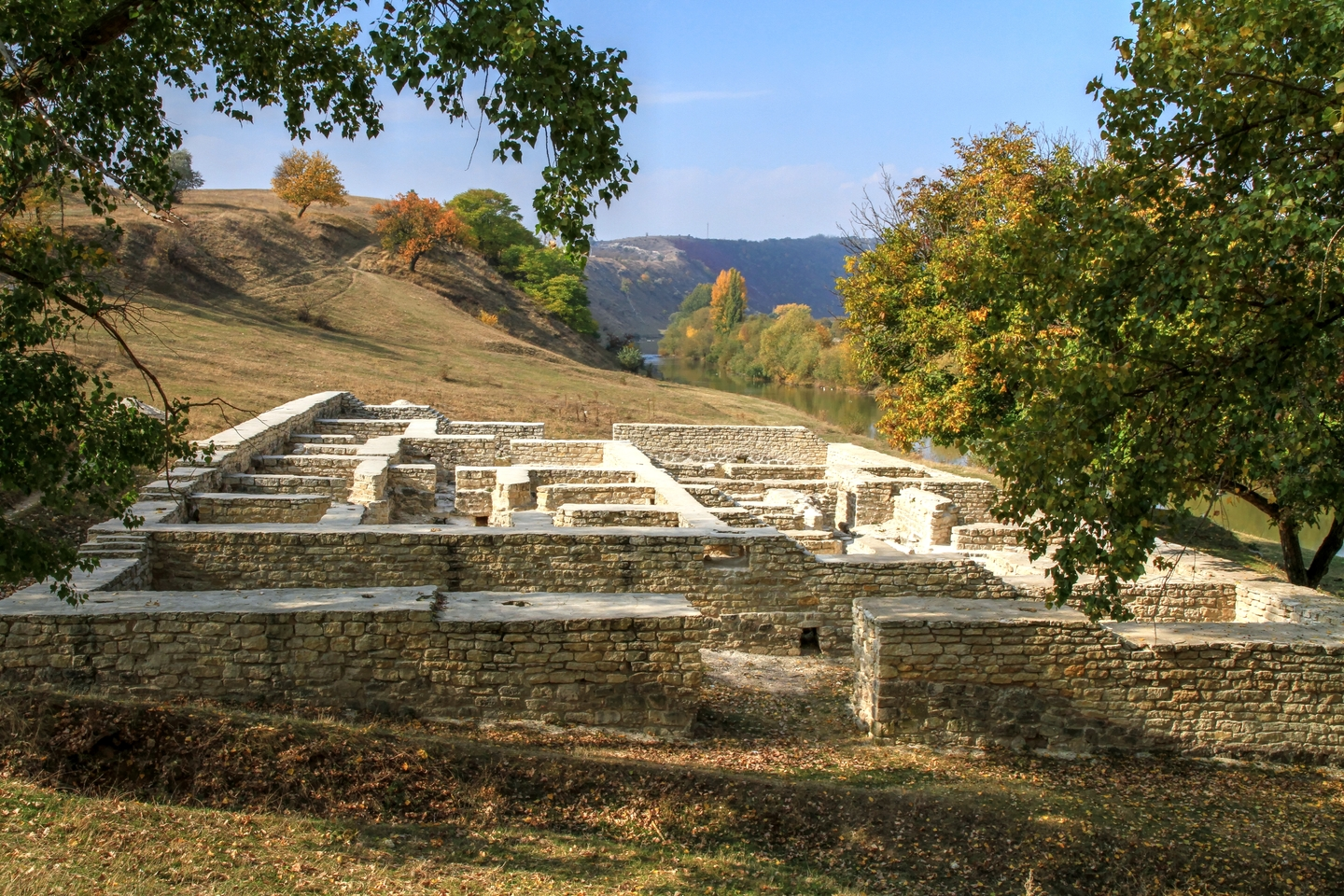
Vestigiile așezării tătărești, Shehr al Jedid
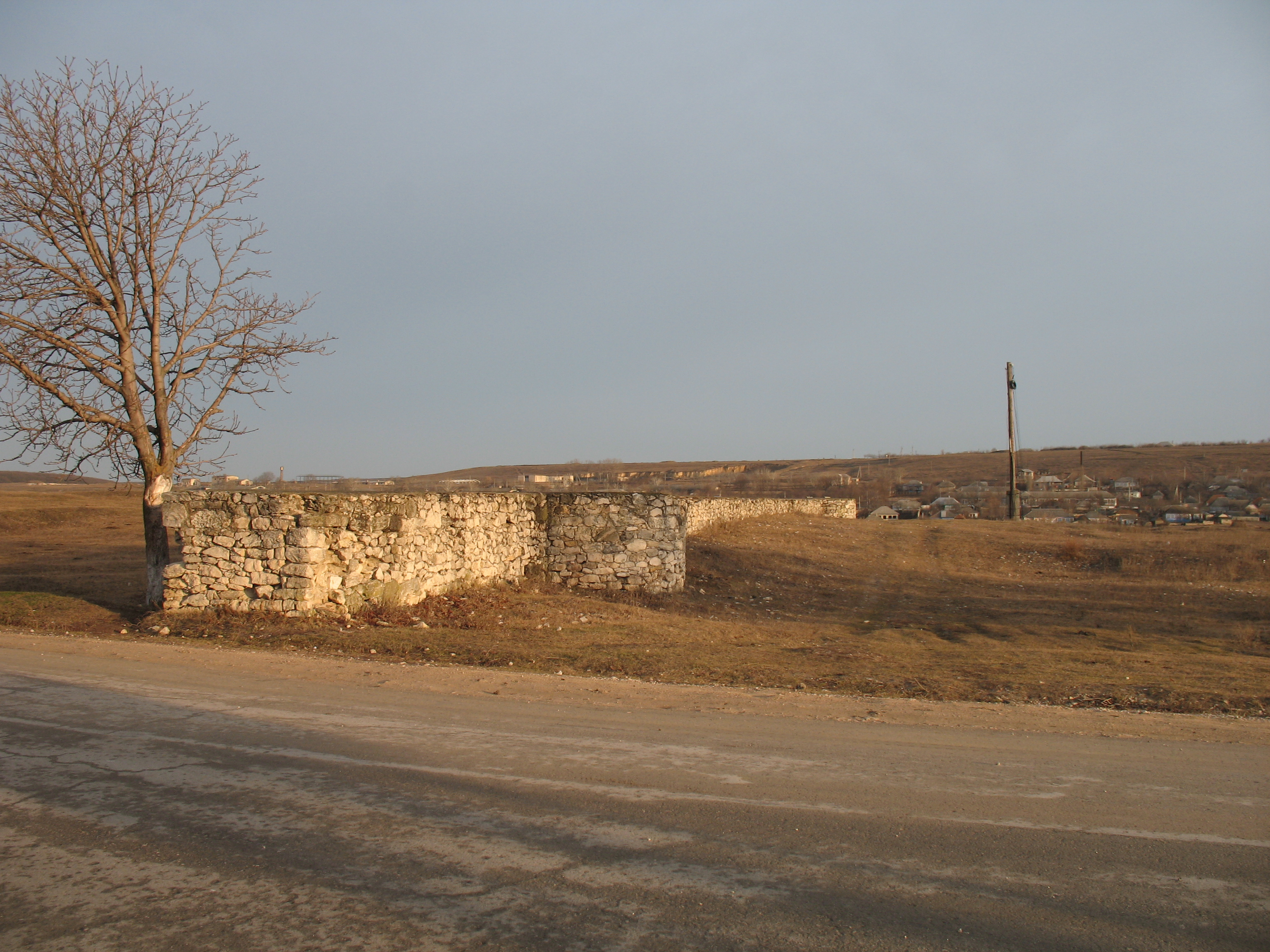
Ruinele palatului pârcalabului de Orhei
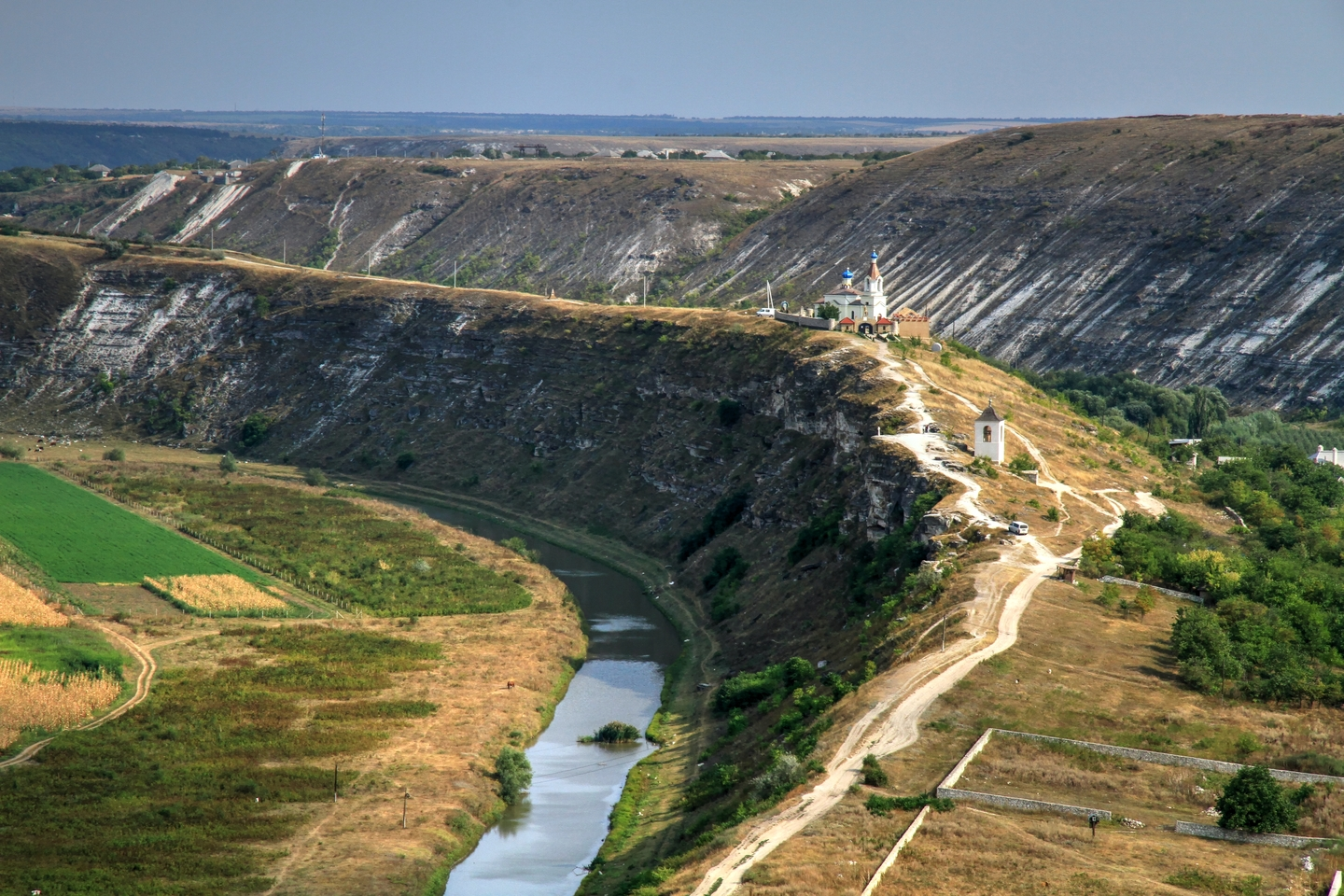
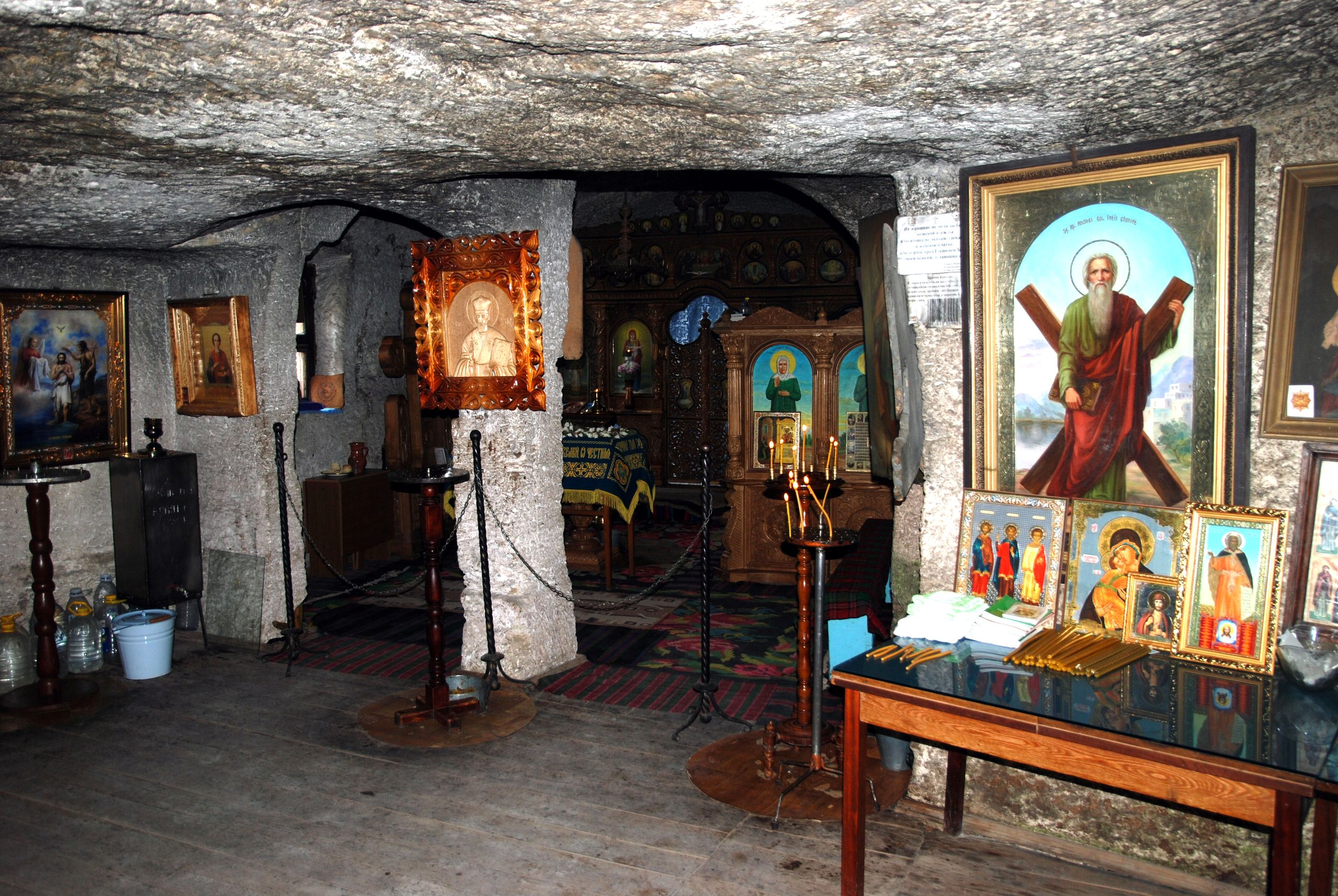
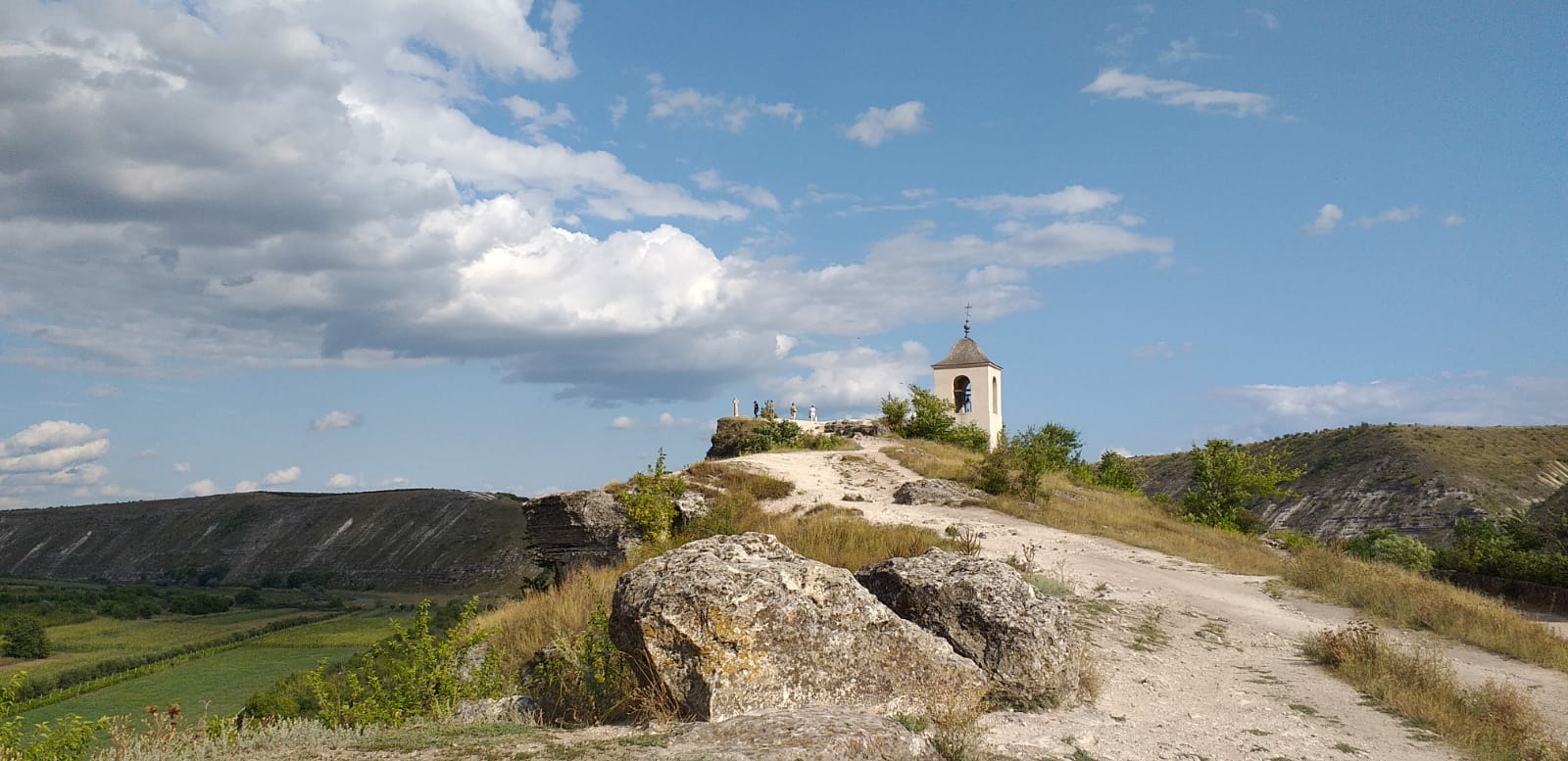
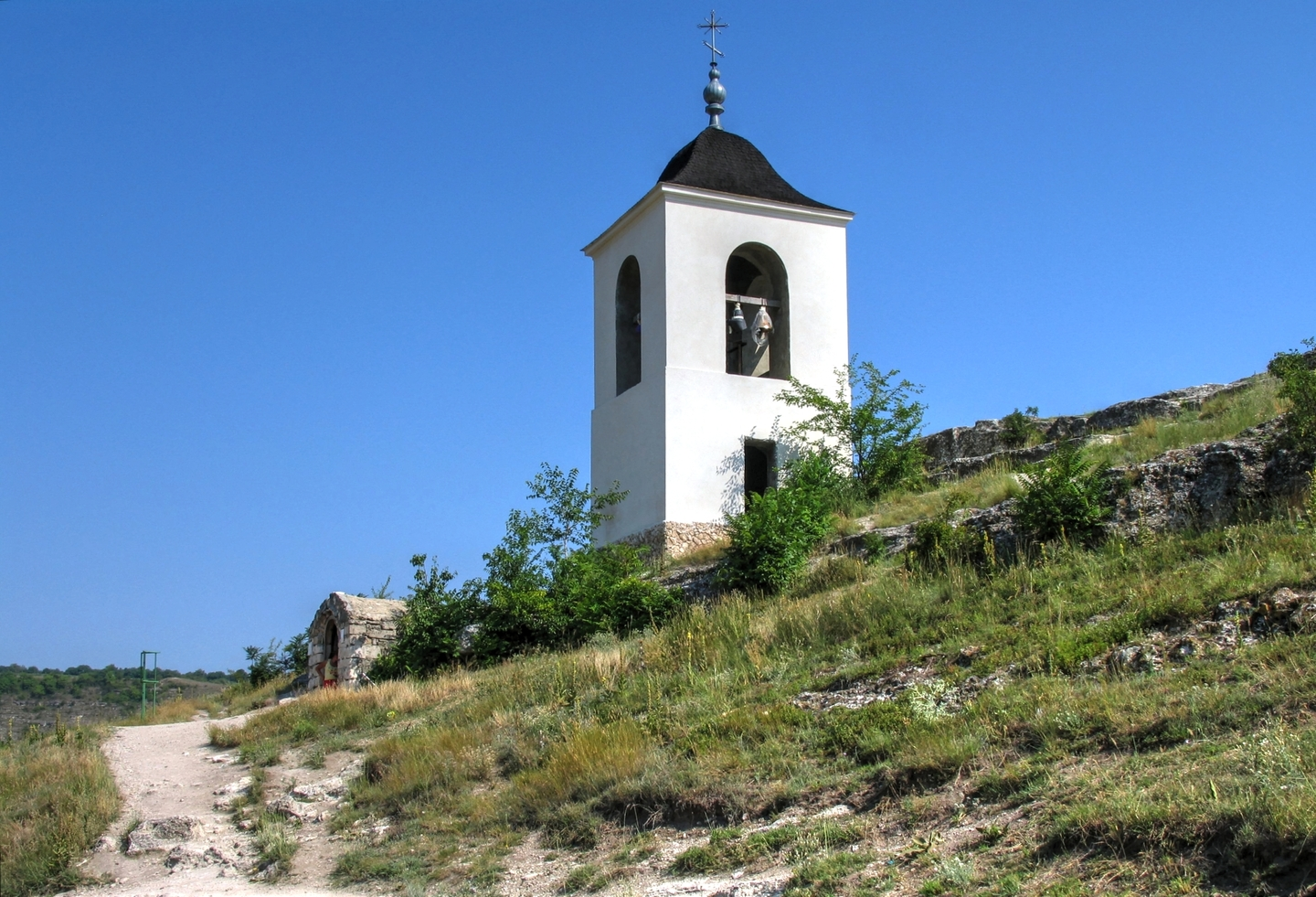
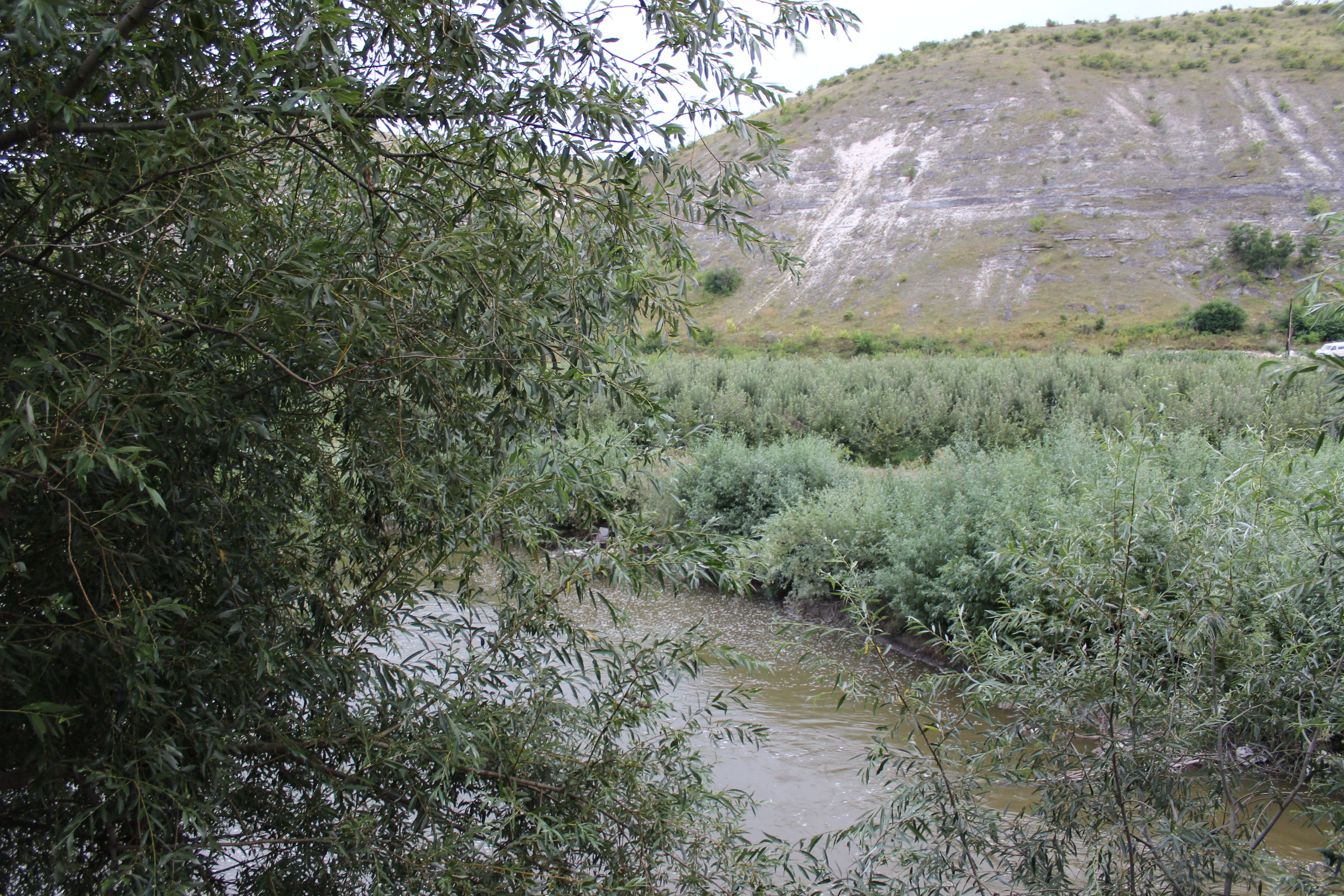
Lunca Răutului
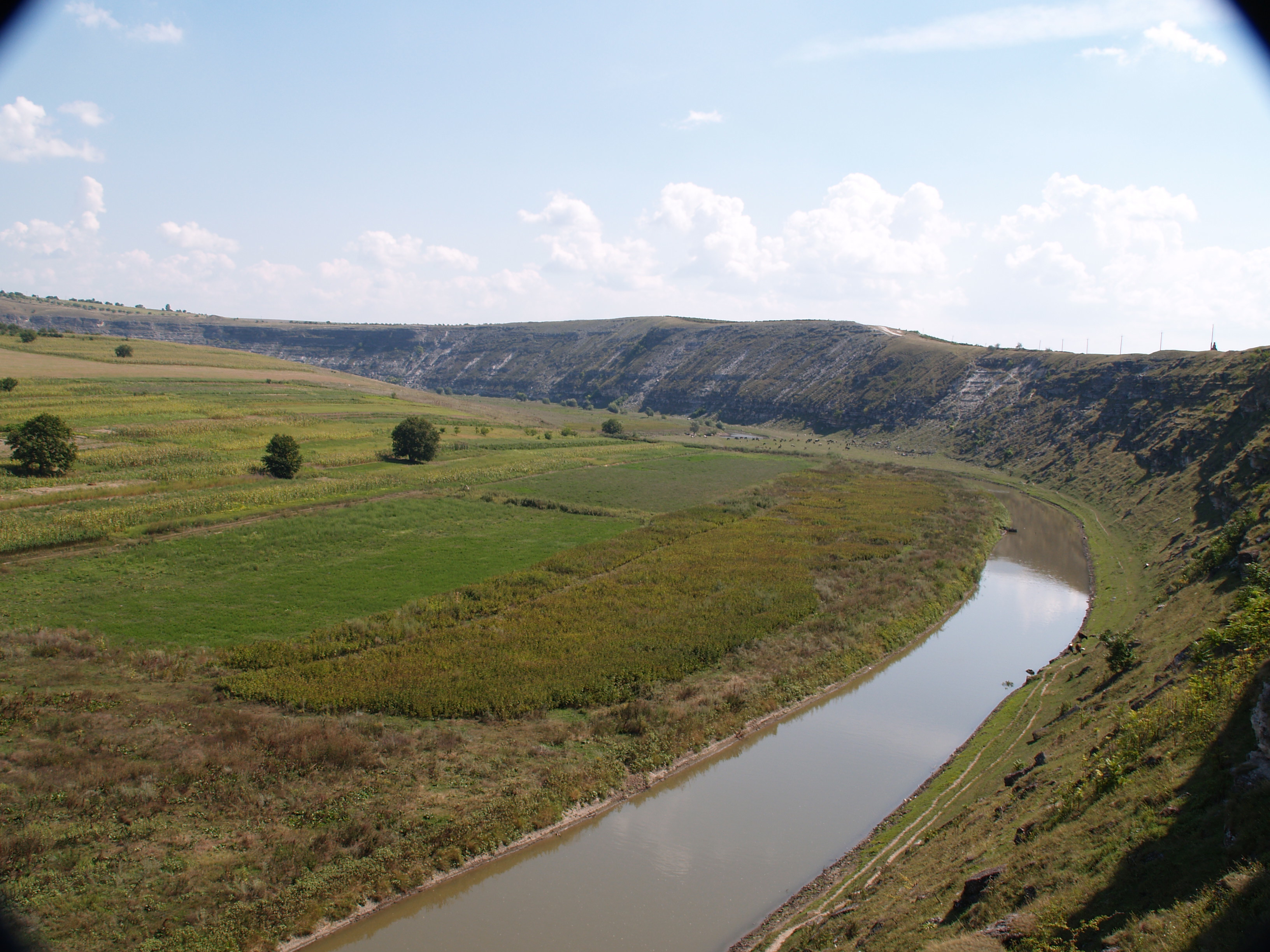
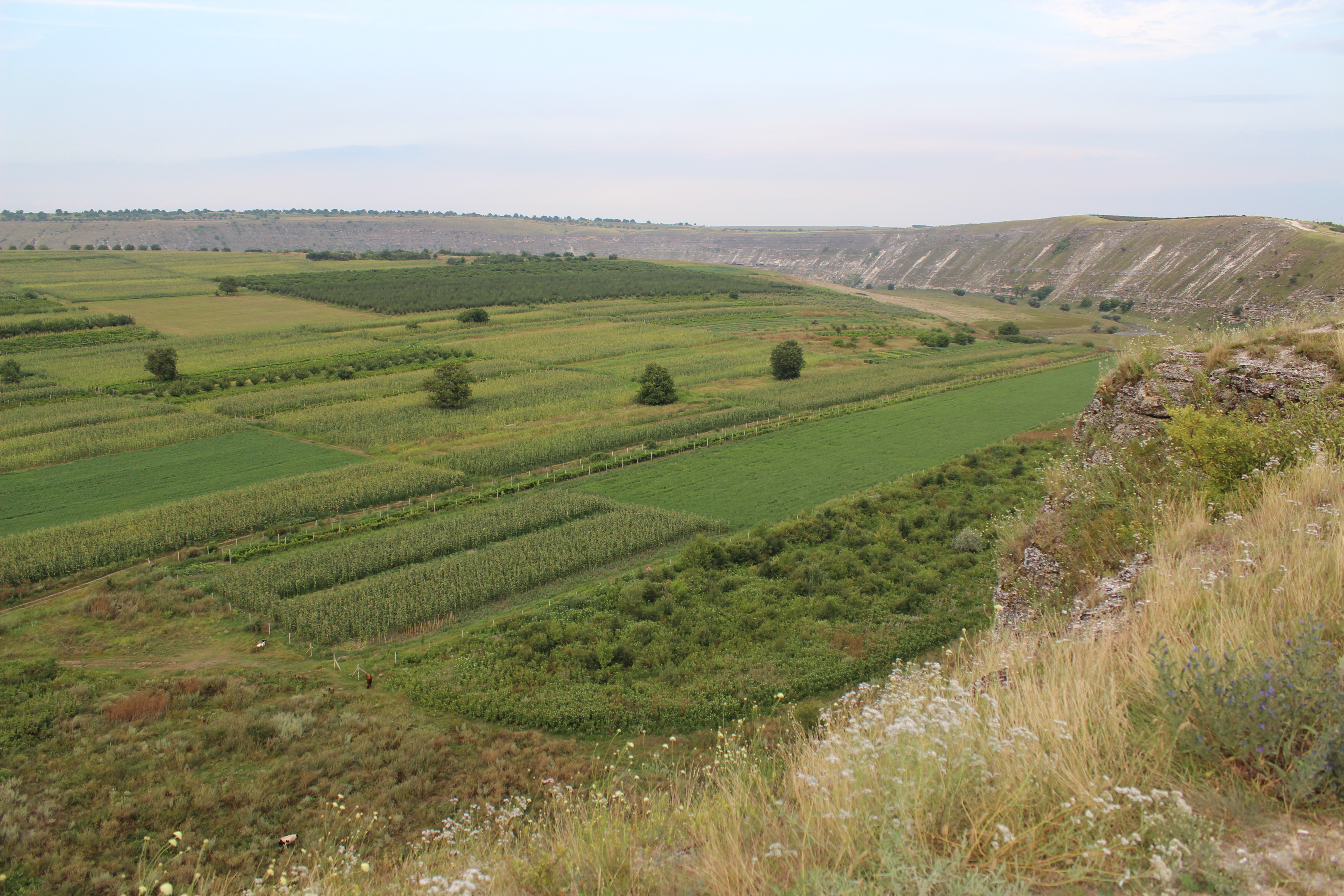
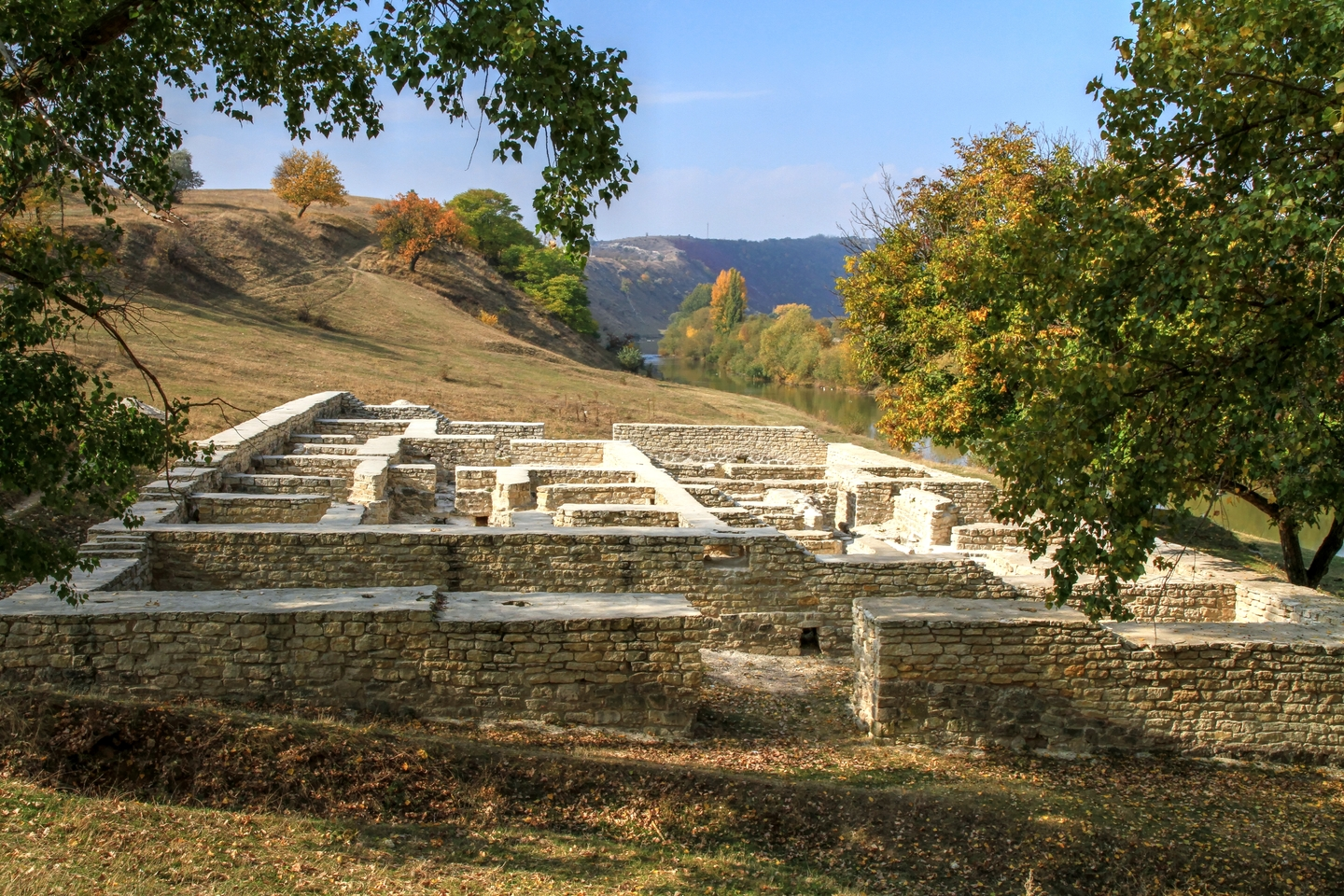